# Джей Акс
Джей-Акс (J-Ax), псевдоним на Алесàндро Алеòти (на италиански: Alessandro Aleotti; * 5 август 1972 в Милано, Италия), е италиански рапър, автор на песни и музикален продуцент, известен като основоположник заедно с диджей Джад на хип-хоп дуета „Артѝколо 31“ в началото на 1990-те години, както и със соловата си кариера от 2006 г. насам.
Той е по-голям брат на Гридо – бивш член на „Джемели Диверси“. В продължение на няколко месеца участва заедно с Нефа в проекта Due di Picche, приключил впоследствие. В началото на 2000-те години изоставя рап стила, за да възприеме стил, който все повече клони към поп музиката.

## Биография

### Артиколо 31
Алеоти започва да пише рап текстове и да се пробва в свободен стил от много ранна възраст, като едновременно приема псевдонима Джей-Акс, който произлиза от абревиатурата на Жокера (J) – любимият му злодей и Алекс (Axe) – умалителното му име (от Алесандро). Първото записано свидетелство за неговия глас датира от 1992 г., когато той дава своя глас на рекламата на Фиат Уно Rap Up.
1992 г. е и годината на дебютния сингъл на Артиколо 31 „Роден да рапира/ти си това, което си“ (Nato per rappare/6 quello che 6), последван през 1993 г. от първия им студиен албум „Градски улици“ (Strade di città) – един от първите рап албуми на италиански език. Забавен анекдот е свързан с издаването на първия албум, който Джей-Акс разказва в книгата си „Ничии мисли“ (I pensieri di nessuno). Първият диджей, който пуска една от песните му по радиото, е Албертино от радио Диджей, който по-късно става приятел на Джей-Акс благодарение на воденото от него радио шоу One Two One Two. В книгата си – биография, публикувана през 1998 г., Джей-Акс разказва, че докато е на работа два дни след издаването на „Градски улици“ Албертино започва да пуска сингъла „Докосни тук“ (Tocca qui) в своята радиопрограма. Ето как си спомня този момент миланският рапър: „Когато чух Албертино да обявява моето парче, не повярвах. Изслушах цялата песен, оставих сандвича и просто си тръгнах.“
През 1994 г. излиза вторият им студиен албум Messa di vespiri, съдържащ и парче, посветено на марихуаната – Ohi Maria. С нея миланският дует печели наградата „Диск на лятото“ (Un disco per estate) на следващата година. През същата година Джей-Акс заедно с рапъра Спейс Уан и писателя Raptuz TDK основават Спагети Фънк – място за срещи на миланските хип-хоп изпълнители.
На 14 май 1996 г. излиза третият им албум „Такова каквото е“ (Così com'è). Това е комерсиалният успех на дуото благодарение на сингъла Tranqi Funky, последван от свързаното с него турне Così come siamo (от което са взети два видеоклипа: Così come siamo и Articolo 31 Live – Così com'è tour 96/97), в който участват Лучо Дала, Тоска и Франческо Гучини. Артиколо 31 печелят шест платинени диска с този албум и успяват да продадат 600 хил. копия – значителен брой за жанра.
На 14 май 1998 г. е ред на четвъртия им албум „Никой“ (Nessuno), предшестван от сингъла „Годеницата“ (La fidanzata), съдържащ в припева семпъли от гласа на Наталино Ото (родоначалник на суинг жанра в Италия), което допринася за успеха на песента. С този сингъл през същата година рапърът печели Музикалните награди на Ем Ти Ви Европа като най-добър италиански изпълнител. Успоредно с издаването на албума той публикува първата си и единствена книга „Ничии мисли“ (I pensieri di nessuno) – колекция от мисли, в която той преразглежда живота си и промените, които успехът му е донесъл. Книгата, продавана и на концерти, не е преиздавана.
На 17 декември 1999 г. излиза петият и последен албум в чисто хип-хоп стил на Артиколо 31 – „6-ото да!“ (Xché Sì!), характеризиращ се със сътрудничеството на много изпълнители, сред които американският MC Къртис Блоу.
На 7 декември 2000 г. излиза компилацията Greatest Hits, предшествана от сингъла „Сила“ (Volume).
През 2001 г. Джей-Акс и диджей Джад са главните герои на филма „Без филтър“ (Senza filtro)), който включва различни лица на шоу бизнеса като Албертино (Radio Deejay), Пица (Radio 105), продуцентът на дуото Франко Годи и много други. Филмът, пуснат по кината на 31 август 2001 г., разказва за историята на социалния живот, който заобикаля „децата на квартала“, между житейските истории, които се преплитат една с друга, и техните мечти. През същата година той участва в написването на песента Noi parte 2 с група 883, изпята от Макс Пецали и самия Джей-Акс, публикувана в албума на 883 Uno in più. Също през 2001 г. Артиколо 31 си сътрудничат в албума The World According to RZA на RZA – продуцент на добре познатата американска рап група Wu-Tang Clan, с песента „Всичко се връща“ (Tutto Torna). Впоследствие, поради проблеми, свързани със звукозаписната компания, песента не е включена в диска.
2002 г. бележи повратната точка на рап рока и пънк рока в Артиколо 31 с публикуването на 29 март на шестия им албум „Утре спирам“ (Domani smetto) (чиито звуци са под редакторството на самия Джей-Акс), воден от едноименния сингъл. В този албум името на групата е посочено като Артиколо 31 – Джей-Акс, за да се посочи, че последният е редактирал изцяло музиката и текста.
На 14 ноември 2003 г. излиза шестият и последен студиен албум на дуото „Среден италианец“ (Italiano medio) с повече поп ориентирано звучене, предшестван от сингъла „Моята приятелка бие“ (La mia ragazza mena).
Между 2003 и 2004 г. Джей-Акс написва текста на песента „Сам“ (Solo) за американския рапър и певец Eamon, италианска версия на сингъла му Fuck It (I Don't Want You Back) . На 21 ноември 2004 г. дуото издава първия си албум на живо „Завладяването на форума“ (La riconquista del forum), воден от сингъла „Роден погрешен“ (Nato sbagliato).
През септември 2006 г. Джей-Акс и диджей Джад решават да се посветят на солови проекти, слагайки край на дейността на Артиколо 31.

### Соло кариера
На 13 октомври 2006 г. Джей-Акс издава първия си самостоятелен албум, озаглавен „От здраво растение“ (Di sana pianta). Албумът, предшестван през лятото на същата година от успеха на видеоклипа на песента S.N.O.B., пуснат онлайн по MTV Overdrive, се състои от 15 парчета, всичките написани и продуцирани от Джей-Акс. На 8 септември 2006 г. радиостанциите започват да излъчват първия сингъл от албума „Обичам те или те убивам“ (Ti amo o ti ammazzo). Други успешно сингли са „Малки завинаги“ (Piccoli per sempre) и видеото „Вда в уочилище“ (Aqua nella scquola) (направено от феновете на рапъра). На 15 юни 2007 г. е представен сингълът + Stile, роден от сътрудничеството с нововъзникващата група The Styles и предшестващ преиздаването на албума „От здраво растение“.
Трябва да се подчертае сътрудничеството в края на 2006 г. между Джей-Акс, Chief, Спейс Уан (всички членове на Спагети Фънк колектив, SF), Гуе Пекеньо, Джейк Ла Фурия и Маракеш за реализирането на парчето S.N.O.B. Reloaded, направено достъпно за безплатно теглене от официалния уебсайт на рапъра. На 28 април 2007 г. Джей-Акс се жени за американския модел Илейна Кокер. На 15 септември той се завръща, за да свири с диджей Джад на Деня на Ем Ти Ви 2007 в Милано, изпявайки комбинация от най-големите хитове на Артиколо 31. Освен това през същата година рапърът си сътрудничи със Спейс Уан в песента „Приятели друг път“ (Amici un cazzo), в която си сътрудничат и другите членове на Спагети Фънк: Гридо, Тема и THG .
Джей-Акс се появява и в първия студиен албум на миланския рапър Маракеш (издаден на 13 юни 2008 г.), както във видеото към сингъла, който предшества издаването на албума Badabum Cha Cha, така и като лице в песента Fattore Wow, в която той рапира заедно с Маракеш и Гуе Пекеньо. Песента повтаря вече изразените от самия Джей-Акс концепции в песента S.N.O.B.: това е откъсването от „пуристичната“ среда на италианската музикална сцена и от всеки лейбъл, който има тенденция да я ограничава музикално. В песента има цитат относно наградата, спечелена през ноември 2007 г. на Музикалните награди на Ем Ти Ви Европа в ущърб на Неграмаро: „На диска Мара [ [Мара Майонки|Майонки] ] ми се обади, защото Мара е гений, а не защото вчера закачих Неграмаро за наградата“.
На 20 юли 2008 г. Джей-Акс публикува песента „Един от нас“ (Uno di noi) в Myspace като почит към своите фенове. Тя включва семпъли от техния хор на концерта на 2 септември 2007 г. в Скала (Салерно). На 25 октомври е пуснат сингълът „Да се мляскаш в мултиплекса“ (Limonare al multisala) – саундтрак, който самият певец пише за пародийния филм Ti stramo – Ho voglia di un'ultima notte da manuale prima di tre baci sopra il cielo. На 19 декември видеото към сингъла „Старците правят О“ (I vecchietti fanno O) се поява по Ем Ти Ви, предшестващ втория самостоятелен албум на Джей-Акс, озаглавен Rap n' Roll и издаден на 23 януари 2009 г. Промоционалното турне след албума ангажира през следващите месеци освен Джей-Акс и Фабио Би и диджей Дзак на чинели, Стив Луки на барабани, Гуидо Стайл на китара и Спейс Уан като втори вокал. Тази формация, която придружава Джей-Ас, е наречена „Академия Деле Тесте Дуре“ (Accademia Delle Teste Dure, Академия на коравите глави).
На 30 януари 2009 г. Джей-Акс пуска видеоклипа на песента „Увеличи ни дозите“ (Aumentaci le dosi) – първото парче от албума му Rap n'Roll, а след това взима участие в песента „Без край“ (Senza fine) заедно с Джемели Диверси и Спейс Уан. Той сътрудничи в албума на Пино Даниеле Electric Jam (издаден на 27 март 2009 г.), от който като първи сингъл е взета песента „Слънцето в мен“ (Il sole dentro di me). Историята, довела до сътрудничеството между двамата артисти, е любопитна: Aкс отива при неаполитанския певец-автор на песни, за да го помоли за участие в продължението на албума си Rap n'Roll, но Пино Даниеле го изпреварва, като го моли за сътрудничество. По този начин се раждат гореспоменатата песен „Слънцето в мен“, както и „Горчиви години“ (Anni amari).
През юни 2009 г. Джей-Акс участва в инициативата на Ем Ти Ви Tocca a noi, популяризирана в подкрепа на трите законопроекта на популярна инициатива, замислена и написана от ученици по темата за училището и университета. Освен него участват Джузи Ферери, Ле Вибрациони и Маракеш. Певецът също така участва в проекта „Да спасим изкуството в Абруцо“, като пее някои строфи в песента Domani 21 / април 2009, записана на 21 април 2009 г. в звукозаписното студио „Офичине Меканике“ в Милано.
След първата част от турнето, на 21 май 2009 г. миланският рапър представя, ексклузивно за Ем Ти Ви, видеото на сингъла, който дава името на третия му албум – Deca Dance, излязъл на 12 юни 2009 г. На този запис той си сътрудничи с Гридо, Джованоти[, Маракеш и Пино Даниеле. Третият му албум е съставен, както и предишният, от 10 парчета и представлява почит към 1980-те години и техните митове. Самото заглавие е почит към група 883 и техния хит Con un deca, както и начин да се подчертае цената на самия албум: едно евро за всяка песен.
Джей-Акс с албумите Deca Dance и Rap n 'Roll достига и надхвърля 100 000 продадени копия. На 12 септември 2009 г. едновременно с участието му в Дните на Ем Ти Ви 2009 излиза и новият му сингъл от Deca Dance „Горчиви години“ (Anni amari) (в който участва Пино Даниеле). На 26 ноември 2009 г. той лансира сингъла „Неморален“ (Immorale), чийто видеоклип е заснет на най-важните площади на Милано от режисьора Гаетано Морбиоли.
На 8 май 2009 г. Джей-Акс представя наградите TRL за 2010 г. по Ем Ти Ви заедно с виджеите на предаването TRL on the Road. В тази вечер той изпълнява за първи път заедно с Нефа, основавайки групата Дуе ди Пике. Той е удостоен на събитието с наградата TRL History.
През юни 2010 г. излиза първият албум на Академия Деле Тесте Дуре, озаглавен Accademia Delle Teste Dure Vol. 1, в който има шест песни и който може да бъде закупен при продажбата на концертите и на официалния му уебсайт.

### Дуе ди Пике
На 6 май 2010 г. чрез пресконференция Джей-Акс официално съобщава за сътрудничеството с певеца-автор на песни Нефа по проекта „Дуе ди Пике“ (Due di Picche, Двойка пика). Дебютният им сингъл е „Лицето като сърцето“ (Faccia come il cuore), предшестващ албума им „Толкова се бяхме мразили“ (C'eravamo tanto odiati). Заглавието на албума е препратка към трудната връзка, съществувала преди това мимолетно сътрудничество между Нефа и миланския рапър. За кратко Джей-Акс взема алтернативното име Уили от Пиките (от Едноокия Уили – известният пират от филма „Дяволчетата“, на който е голям фен), докато Нефа взема името Джони от Пиките. На 20 май излиза видеото към песента „Баладата на пиките“ (La ballata dei piche). Излиза и втори сингъл – „Да я карам без теб“ (Fare a meno di te), който е по-успешен от предшественика си и успява да достигне до челната десетка на Топ сингли.
На 22 октомври 2010 г. Джей-Акс обявява, че скобата с Дуе ди Пике, продължила само пет месеца, е окончателно затворена, въпреки че албумът има известен успех, като печели златния рекорд на Wind Music Awards 2011 за над 30 000 продадени копия.

### АлбумMeglio prima (?)
На 29 април 2011 г. в своя Ютюб канал Джей-Акс представя песента „В мен“ (Dentro me), посветена на неговите фенове. Тази песен е символ на окончателното завръщане към соловите композиции. На 18 май 2011 г. второто видео от предстоящия му албум „Музика за ядосване“ (Musica da rabbia) е представено в мрежата, последвано на следващия месец от първия официален сингъл „Неделя като кома“ (Domenica da coma). Междувременно певецът участва в композицията на „Легендите не умират никога“ (Le leggende non muoiono mai) – рап рок сингъл, предшестващ албума Thori & Rocce на продуцентите Дон Джо и Шабло, като пее последния куплет на песента. Много други лица от италианската рап сцена си сътрудничат с него, сред които Маракеш и Фабри Фибра. Миланският рапър участва и в третото парче от въпросния албум – Dai dai dai! .
На 23 август 2011 г. излиза сингълът „По-добре преди“ (Meglio prima), а на 30 август албумът „По-добре преди (?)“ (Meglio prima (?)) в две версии: класическа и Deluxe. Втората включва две допълнителни песни и DVD с концерта от Illegale Tour в дискотека Алкатраз в Милано. Албумът, в който има хип хаус звучене, дебютира на второ място в италианската класация за албуми само след Ред Хот Чили Пепърс. След няколко месеца албумът получава златен диск за над 30 000 продадени копия и е сертифициран като платинен година по-късно.
Също през 2011 г. Джей-Акс пее в песента Gangbang!, продуциран от Такаджи Бийтз, в който участват Гридо, Данти от Ту Фингърз, Tрап, Примо от Кор Велено, Мистаман и КанеСеко. Той е жури в програмата MTV Spit, водена от Маракеш. От 5 до 10 декември 2011 г. води телевизионната програма Hitlist Italia като виджей заедно с Валентина Кореани. През тези дни той пее на живо със своята група и с Джейк Ла Фурия от Клуб Дого. На 19 декември участва в специалното издание на телевизионното предаване Che tempo che fa, озаглавено „И аз идвам“ (Vengo anch'io) в знак на почит към Енцо Яначи. В епизода Джей-Акс пее Veronica.
На 8 май 2012 г. издава първия си албум на живо Meglio live!, който съдържа пет неиздавани парчета (включително кавър на песента на Рино Гаетано Rare tracce) и песни на живо, взети от концерта му в Милано през октомври по повод на турнето му Meglio Prima Tour 2011. На 14 май 2012 г. той участва заедно с най-големите представители на италианската музика в големия концерт в Милано за 30-годишнината на Радио Италия.

### Сътрудничество и други проекти
През 2012 г. Джей-Акс присъства в албума на Ту Фингърз с „Не разбирам какво искаш“ (Non capisco cocsa vuoi), изпят заедно с групата и с Макс Пецали. След това той пее в дует с Пецали в единствения неиздавана песен от новия албум на последния – „Отново ние“ (Sempre noi), издаден на 25 май като сингъл. Джей-Акс е част и от албума на Клуб Дого „Ние сме клубът“ (Noi siamo il club), издаден на 5 юни 2012 г., със „Синя кръв“ (Sangue blu) и си сътрудничи в новото издание на албума Velociraptor! на британската група Kasabian, пеейки в ремикса на техния сингъл Man of Simple Pleasures. По време на Дните на Ем Ти Ви през 2021 г. той пее заедно с Емис Кила, Маракеш, Клуб Дого песента, продуцирана от Биг Фиш за набиране на средства за жертвите на земетресението в Емилия, озаглавена „Ако светът беше“ (Se il mondo fosse).
В края на турнето Meglio live – 6 октомври 2012 г. Джей-Акс временно се оттегля от музикалната сцена, заявявайки, че му трябва поне година, за да „събере нови идеи“. На 23 октомври 2012 г. албумът Meglio prima (?) става платинен пет години след албума „От здраво растение“.
На 12 декември 2012 г. той е награден на първите хип-хоп награди на Ем Ти Ви като най-добър изпълнител на живо и за най-добро сътрудничество; на събитието изпълнява парчето „Неморален“ (Immorale). На 12 януари 2013 г. публикува видеоклипа на песента Fuck You, която пее с Паола Турчи и който е направен по време на датата на Meglio live tour в Каропонте на 12 юни 2012 г.; видеото е придружено от поздрав към всички негови фенове. На 28 февруари 2013 г. Джей-Акс разкрива чрез видео, че търси басист за групата си Академия деле Тесте Дуре; изборът падна върху Паоло Милиоре, който става седмият член на групата.
На 4 април Дарджен Д'Амико пуска сингъла „Любовта по мой начин“ (L'amore a modo mio), в който си сътрудничи с Джей-Акс; двамата си сътрудничат и в песента „Коляното“ (Il ginocchio), присъстваща в албума на Д'Амико Vivere aiuta a non morire. На 24 юни заедно със своята „нова“ група Албертино и Федец той открива новия сайт на Радио Диджей с музикално шоу, излъчвано в стрийминг. През септември 2013 г. си сътрудничи с Биг Фиш в песента Mayday, присъстваща в албума на Фиш „Нищо лично“ (Niente di personale). На 20 ноември 2013 г. излиза сингълът „Съжалявам“ (Desolato) в сътрудничество с Джей-Акс, извлечен от посмъртния албум на Енцо Яначи L'artista. На 9 декември е пуснат видеоклипът на „На вечеря при вашите“ (A cena dai tuoi) – сингъл на рапъра Емис Кила, в който участва и Джей-Акс.
През декември 2013 г. е обявено, че от 2014 г. Джей-Акс ще заеме мястото на Рикардо Кочанте като треньор на второто издание на шоуто за таланти The Voice of Italy, в което към него се присъединяватт Пиеро Пелу, Рафаела Карà и Ноеми. Във финала на 5 юни той извежда своята финалистка – монахинята Кристина Скуча до победата.
В същия период рапърът също така обявява, че е сключил договора с лейбъла Best Sound и че е създал нов независим звукозаписен лейбъл заедно с Федец, наречен Newtopia. На 13 декември е пуснат видеоклипът на „Точно като нея“ (Proprio come lei)– песен на рапъра Джейк Ла Фурия, в която Джей-Акс си сътрудничи и тя е включена в албума на Ла Фурия „Комерсиална музика“ (Musica commerciale).
През 2014 г. той си сътрудничи с рапъра Морено в песента „С усмивка“ (Col Sorriso) от албума Incredible, с 99 Posse в римейка на песента Representaglia rap и с Делетерио в песента „Адът“ (L'inferno) от албума Dadaismo. На 5 юли 2014 г. Джей-Акс обявява чрез Туитър излизането на нов сингъл – „Продавам-се“ (Mi-Vendo), направен с рапъра Рики и пуснат за безплатно теглене на 21 юли. На 2 октомври участва в събитие, спонсорирано от Водафон, наречено First, където изпълнява песента Immorale в полет от 4500-метров парашут в Кампо Воло в Реджо Емилия.

### АлбумIl bello d'esser brutti
На 1 декември 2014 г. Джей-Акс пуска трейлър чрез своя Ютюб канал, в който разкрива заглавието на своя пети самостоятелен албум – „Хубавото да бъдеш грозен“ (Il bello d'esser brutti) и датата на издаване – 27 януари 2015 г. В албума има сътрудничества с изпълнители като Макс Пецали, Клуб Дого, Ил Чиле, Гридо, Такаджи и Нина Дзили, с която на 5 декември Джей-Акс издава сингъла „Един от онези дни“ (Uno di quei giorni). Албумът дебютира на първата позиция в италианската класация на албуми, като е сертифициран със златен диск от Италианската федерация на музикалната индустрия за това, че е продал над 25 000 копия, което става още през първата седмица на издаване, и след това е сертифициран с платинен диск в следващата седмица. Сингълът Maria Salvador също е изваден от албума и постига голям успех през лятото, получавайки шест пъти платинен сертификат.
На 5 май 2015 г. е издаден албумът „Сега или никога вече“ (Ora o mai più) на италианския продуцент Дон Джо, съдържащ сред различните парчета „По-лошо от теб“ (Peggio di te) с участието на Джей-Акс.
От 5 октомври певецът е водещ на телевизионната програма Sorci verdi.
На 23 октомври излиза сингълът му „Околовръстното“ (La tangenziale) в дует с Елио от Елио е Ле Сторие Тезе, предшестващ мултиплатиненото издание на „Хубавото на това да бъдем грозни“ (Il bello d'esser brutti), пуснато през ноември. На 27 ноември е пуснат вторият сингъл от преизданието, което е реинтерпретация на Intro, записано с Бианка Атцей.

### Сътрудничество с Федец
На 25 февруари 2016 г. Джей-Акс обявява, че работи заедно с рапъра Федец по съвместен студиен албум, първоначално планиран за същата година. На 6 май двамата рапъри пускат сингъла „Бих желал, но не поствам“ (Vorrei ma non posto), придружен от видеоклип. През юни е разкрито, че албумът ще излезе през януари 2017 г., а целта на двамата изпълнители е да публикуват творба, съдържаща тридесет песни, в които има сътрудничества с различни италиански и международни изпълнители. На 18 ноември 2016 г. те издават втория сингъл „Абсент“ (Assenzio), в който участват и Сташ от The Kolors и Леванте. Три дни по-късно е обявено заглавието на албума „Комунисти с Ролекс“ (Communisti col Rolex), издаден на 20 януари 2017 г. във връзка с третия сингъл „Малки неща“ (Piccole cose), записан заедно с Алесандра Аморозо.
На 31 март 2017 г. излиза сингълът на Нек Freud, който включва вокалното сътрудничество на Джей-Акс.
На 4 май 2018 г. той отново си сътрудничи с Федец при създаването на неиздавания сингъл „Италианка“ (Italiana). На 11 май публикува компилацията 25 Axe – The beauty of being J-Ax, съставена от най-големите му солови хитове и тези с Артиколо 31.

### АлбумReAleи други проекти
На 6 юли 2018 г. излиза сингълът „Като вълните“ (Come le onde) на The Kolors, в който Джей-Акс участва като гост изпълнител. На 15 септември е ред на непубликуваната песен „Целият като майка ти“ (Tutto tua madre) – сингъл, посветен на хората, които не могат да имат деца.
На 12 септември рапърът обявява пет специални концерта във Фабрик в Милано, за да отпразнува 25-годишната си кариера, които по-късно стават 10 и са разпродадени, регистрирайки активност от 31 500 души за тази серия от концерти. За случая той разкрива и сближаването си с диджей Джад, като по този начин обявява официалното връщане на Артиколо 31.
През 2019 г. той участва като гост изпълнител в различни сингли на други изпълнители. На 4 януари е пуснат „Да рискуваш още веднъж“ (Un'altra volta da rischiare) на Ермал Мета, на следващия 29 март е публикуван „Вода на Марс“ (Acqua su Marte) на Торменто, а на 26 април той си сътрудничи с Киара Галиацо за сингъла „Пурпурен дъжд“ (Pioggia viola).
На 13 май 2019 г. той пуска сингъла Timberland Pro, последван четири дни по-късно от Ostia Lido. От 16 май е главен герой на шоуто за таланти All Together Now – La musica è cambiata, водено от Мишел Хунцикер, в което е капитан на отбор „Стена“ от 100 съдии, включително Миета. Успехът е такъв, че от 4 декември се излъчва второто издание и специален епизод.
През 2020 г. се присъединява към италианската супергрупа Allstars 4 Life, която събра над петдесет италиански изпълнители за записа на песента „Но небето е винаги синьо“ (Ma il cielo è sempre blu) – хорова кавър на песента на Рино Гаетано. Приходите от сингъла, издаден на 8 май, са дарени на италианския Червен кръст в подкрепа на Il Tempo della Gentilezza – проект за подкрепа на най-уязвимите, засегнати от пандемията от COVID-19. На 10 август същата година излиза сингълът Djomb Remix в сътрудничество с Фабри Фибра и Бош.
На 11 септември 2020 г. Джей-Акс разкрива, че е издал албум, наречен Uncool & Proud, под псевдонима Джей-Аксонвил, съставен по време на локдауна наложен от гореспоменатата пандемия и характеризиращ се с типично пънк рок звучене – жанр, който той определя като „по-малко мейнстрийм, по-малко готин и по-малко излъчван в момента“. Противно на направеното в миналото дискът е предоставен чрез специална връзка, за да се слуша във видео стрийминг. На 5 август 2021 г. чрез музикалното видео на песента Samson рапърът обявява, че Uncool & Proud ще бъде включен в преиздаването на албума му ReAle, озаглавено SurreAle. Излязло на 27 август, преизданието включва и допълнителен диск с неиздаван материал в сътрудничество с Ермал Мета, Франческо Сарчина и Федерика Абате.

## Дискография

### Като солист
- 2006 – Di sana pianta
- 2009 – Rap n' Roll
- 2009 – Deca Dance
- 2011 – Meglio prima (?)
- 2015 – Il bello d'esser brutti
- 2017 – Comunisti col Rolex (с Федец)
- 2020 – ReAle
- 2020 – Uncool & Proud (като J-axonville)

### С Артиколо 31
- 1993 – Strade di città
- 1994 – Messa di vespiri
- 1996 – Così com'è
- 1998 – Nessuno
- 1999 – Xché sì!
- 2002 – Domani smetto
- 2003 – Italiano medio

### С Due di Picche
2010 – C'eravamo tanto odiati

## Филмография
- Senza filtro, реж. Мимо Раймонди (2001)
- Natale a casa Deejay, реж. Лоренцо Басано (2004)
- Numero zero – Alle origini del rap italiano, реж. Енрико Бизи (2014)
- Zeta – Una storia hip-hop, реж. Козимо Алема (2016)
- Appena un minuto, реж. Франческо Мандели (2019)

## Дублаж
- Коментатор на рали състезания в Колите 3[53]
- Император Максим в Playmobil: Филмът

## Телевизия
- TRL Awards 2010 (2010) – водещ
- MTV Spit (2012) – жури
- The Voice of Italy (2014 – 2015, 2018) – вокален педагог
- Sorci verdi (2015) – водещ
- Concerto del Primo Maggio (2015) – съводещ
- Amici di Maria De Filippi (2016) – худ. директор на Синия отбор
- Il supplente (2018)
- All Together Now – La musica è cambiata (2019 – 2021) – председател на журито

## Творби
- I pensieri di nessuno, 1998, Ricordi-Publication. ISBN 88-87018-08-1
- Tutta Scena, 2012, Collana „TUTTA SCENA“ TV Sorrisi e Canzoni.
- Axforismi, 2014, Feltrinelli.
- Imperfetta forma, 2016, Mondadori.
- Consigli a me stesso, 2018, Mondadori.